# Голд, Эрнест
Эрнест Голд (англ. Ernest Gold), при рождении Эрнст Зигмунд Гольднер (нем. Ernst Sigmund Goldner; 13 июля 1921, Вена — 17 марта 1999, Санта-Моника, Калифорния) — американский кинокомпозитор.

## Биография
Родился в Вене. В 1938 году, после аншлюса, его семья переехала в США, спасаясь от нацистов (его отец был евреем).
Написал музыку почти к 100 фильмам и телевизионным постановкам в период 1945—1992 годов, среди которых были «Слишком много, слишком скоро», «Битва за Коралловое море», «Исход», «Не склонившие головы», «Этот безумный, безумный, безумный, безумный мир», «На берегу», «Пожнёшь бурю», «Корабль дураков», «Ребёнок ждёт», «Забавные приключения Дика и Джейн», «Удачи, мисс Вайкофф», «Тайна Санта-Виттории» и «Железный крест».
Вклад Голда был отмечен четырьмя номинациями на «Оскар» за лучшую музыку к фильму и тремя номинациями на «Золотой глобус». В 1960 году завоевал «Золотой глобус» за музыку к фильму 1959 года «На берегу» (за которую также получил позднее «Грэмми» за лучшую песню года), а годом позже получил «Оскар» за музыку к фильму «Исход». Отмечен звездой на Голливудской «Аллея славы».
Помимо фильмов, сочинил музыку к бродвейскому мюзиклу «Я, Соломон» (1968). Автор ряда произведений в классическом жанре, среди которых концерт для фортепиано, струнный квартет и соната для фортепиано.
Был женат трижды. Вторая жена, певица и актриса Марни Никсон, в браке (1950—1969) родила ему троих детей, среди которых — музыкант Эндрю Голд (композитор песен Lonely Boy и Thank You for Being a Friend). В автобиографии Никсон утверждает, что Голд во время брака неоднократно ей изменял. В 1975—1999 годах был женат на Джен Келлер Голд.
Умер от последствий инфаркта в Санта-Монике, Калифорния.